# Emerson, Lake and Palmer
Emerson, Lake and Palmer (kurz ELP) war eine vor allem in den 1970er Jahren erfolgreiche britische Supergroup, bestehend aus Keith Emerson, Greg Lake und Carl Palmer. Die Band war ein Vertreter des Progressive Rock und prägte ihn entscheidend mit.
Die Musik der Gruppe zeichnet sich durch eine keyboardbetonte Vermischung unterschiedlichster Musikstile aus. Neben Jazz- und Blueseinflüssen wurden ELP vor allem für die klassischen Bestandteile in ihrer Musik berühmt. Aus dem umfangreichen Gesamtwerk ragt das Livealbum Pictures at an Exhibition (1971) heraus, auf dem die Band die Bilder einer Ausstellung des russischen Komponisten Mussorgski neu interpretierte.
Neben Eigenkompositionen wie der Suite Tarkus wurden auch klassische Vorlagen von Bartók, Janáček, Modest Mussorgski, Bach, Ginastera, Copland, Gulda, Sullivan, Orff und Tschaikowski bearbeitet.

## Bandgeschichte

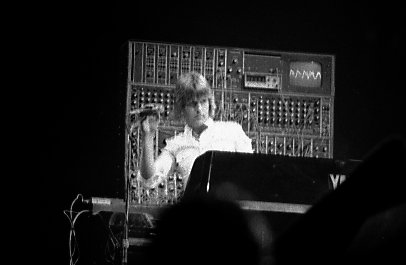
Keith Emerson

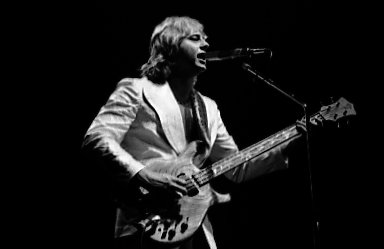
Greg Lake

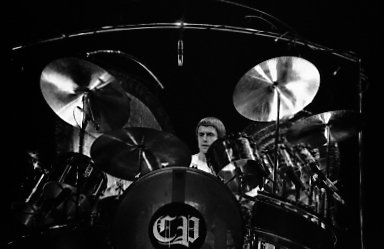
Carl Palmer

### 1970 bis 1976
1970 gründeten der The-Nice-Keyboarder Keith Emerson und Greg Lake, Bassist und Sänger von King Crimson, die Band mit Carl Palmer, dem Schlagzeuger von The Crazy World of Arthur Brown und Atomic Rooster. Ursprünglich war auch Jimi Hendrix als Bandmitglied eingeplant, so dass in britischen Presseartikeln als erwarteter Bandname HELP angegeben wurde – diese Formation kam, letztlich wegen Hendrix’ Tod im September 1970, nie zustande. Beim Isle of Wight Festival debütierte das Trio, und an diesen Auftritt schloss sich eine Supergroup-Karriere an.
Zwischen 1970 und 1973 entstanden die Hauptwerke der Gruppe: Emerson, Lake & Palmer (1970), Tarkus (1971), Pictures at an Exhibition (1971), Trilogy (1972) und schließlich Brain Salad Surgery (1973), zu dessen Coverdesign der Schweizer Künstler HR Giger das charakteristische ELP-Logo entwarf, das die Band fortan führte. Jedes Album der Gruppe erreichte bis 1977 in England und den USA hohe Chartpositionen. Singleauskopplungen wie Lucky Man (1970), I Believe in Father Christmas (1977) oder Fanfare for the Common Man (1977) wurden Welthits.
Auch auf dem europäischen Kontinent und in Asien konnten Emerson, Lake & Palmer in den 1970er Jahren große Erfolge feiern und brachten bei ihren Konzerten Gigantomanie auf der Bühne zum Ausdruck. Ein ausladender Bühnenaufbau und eine der größten PA-Anlagen der damaligen Zeit trugen zum Ruf der Band bei. Ihre Welttourneen Get Me A Ladder und Brain Salad Surgery 1973/74 wurden auf dem 3er-Livealbum Welcome Back My Friends to the Show That Never Ends dokumentiert. Es gab keine nachträglichen Overdubs, sondern lediglich zusätzliche Hall- bzw. Echoeffekte, weshalb das Album nahezu exakt die Musik und Titelabfolge der Brain Salad Surgery-Welttour wiedergibt.

### 1977 bis 1984
Das nach einer dreijährigen Pause im März 1977 veröffentlichte Doppelalbum Works Volume I war unter Einbeziehung eines kompletten Sinfonieorchesters und der Präsentation des dreimanualigen Yamaha-Synthesizers GX-1 eine Mischung aus Solo- und Gruppentracks. Das Album erreichte nicht mehr ganz die Verkaufszahlen der Vorgänger.
ELP gingen mit einem eigens aus 80 Personen zusammengestellten Symphonieorchester auf Tour durch Nordamerika. Diese Tour wurde zwar künstlerisch hoch gelobt, war aber ein finanzielles Desaster für die Band, da das Management bei der Tourplanung mit täglich wechselnden Auftrittsorten nicht die Vorgaben der Gewerkschaft der Orchestermusiker beachtet hatte. Es waren nur Reiseentfernungen von 200 Meilen täglich erlaubt. Die Folge waren Konzertabsagen. Die hohen Kosten für das Orchester mussten aber weiter getragen werden.
So stießen die drei Millionäre an ihre finanziellen Grenzen und entließen das Orchester nach zwölf Konzerten. Nur für vier Auftritte im Juli und August 1977 – drei im New Yorker Madison Square Garden und eins im Montrealer Olympiastadion – kamen Band und Orchester noch einmal zusammen. ELP setzten die Tour erfolgreich als Trio fort, obwohl ein Hurrikan in Florida mehrere Auftrittsorte verwüstete. Mit Abschluss dieser Nordamerika-Tour im Jahr 1978 war die Band immer noch finanziell angeschlagen und künstlerisch ausgebrannt. Geplante Auftritte in Europa 1978 wurden abgesagt.
Das vorerst letzte Album Love Beach (1978) wurde nur noch auf Druck der Plattenfirma auf den Bahamas aufgenommen. Nach dessen Veröffentlichung löste die Band sich offiziell auf. Carl Palmer wurde danach Schlagzeuger bei PM und bei Asia, und Greg Lake sowie Keith Emerson verfolgten Soloprojekte, wobei Letzterer mehrere Filmmusiken komponierte, darunter die Soundtracks zu Nachtfalken mit Sylvester Stallone und Inferno von Horror-Spezialist Dario Argento.

### 1984 bis 1998
Anfang 1984 musste Greg Lake die Band Asia, deren Mitglied er für einige Wochen gewesen war, verlassen, da seine musikalischen Vorstellungen beim Rest der Band auf wenig Gegenliebe stießen. Daraufhin versuchte Jim Lewis, Vizepräsident von Polydor Records, Keith Emerson dazu zu bewegen, ELP wieder zusammenzubringen. Emerson und Lake beschlossen, es ein zweites Mal zu versuchen.
Da Carl Palmer vertraglich an Asia bzw. deren Plattenfirma Geffen Records gebunden war, mussten sich Emerson und Lake nach einem Ersatz umsehen. Mit dem ehemaligen Whitesnake-Schlagzeuger Cozy Powell gründeten sie im Februar 1985 die Band Emerson, Lake & Powell. Nach einem Album und einer wenig erfolgreichen Tour zerbrach die Band schon im Sommer des darauffolgenden Jahres am schlechten Verhältnis zwischen Emerson und Lake sowie am Geldmangel, der durch die schlechten Kartenverkäufe bedingt war.
Ende 1986 versuchte dann Palmers Manager Brian Lane, Emerson, Lake & Palmer wieder zusammenzubringen. Im März 1987 probten die drei Musiker für zwei Wochen miteinander, doch das bereits schlechte Verhältnis zwischen Keith Emerson und Greg Lake verwandelte sich in offene Feindschaft, und ein weiterer Versuch einer Wiedervereinigung ELPs scheiterte. Emerson bemängelte bei Lake dessen verstärkten Hang zu eher konventionellen Balladen, die mit dem progressiven Instrumentalstil Emersons und Palmers nicht harmonierten; hinzu kamen verstärkt Stimmprobleme bei Greg Lake, die vor allem bei Live-Konzerten schon früher deutlich erkennbar waren.
Danach versuchte Palmer, mit Emerson ein neues Musik-Projekt ohne Greg Lake auf die Beine zu stellen und schlug als drittes Mitglied der zukünftigen Band den kalifornischen Sänger, Bassisten und Gitarristen Robert Berry vor, mit dem er zuvor bereits mehrfach vergeblich versucht hatte, eine Band zusammenzustellen. Als Berry dieses Angebot erhielt, verließ er im Frühjahr 1987 seine Band GTR und schloss sich der neuen Formation Three an. Gemeinsam veröffentlichten die drei Musiker ein Album und gingen auf Tour. Doch schon Ende 1988 löste sich die Band wieder auf.
Emerson tourte 1990 mit Jeff Baxter (Steely Dan, Doobie Brothers), John Entwistle (The Who), Joe Walsh (Eagles) und dem profilierten Studioschlagzeuger Simon Phillips unter dem Bandnamen The Best durch Hawaii und Japan. Ein Album kam unter dieser Besetzung nicht zustande.
Erst 1992 fanden die drei ursprünglichen ELP-Mitglieder wieder zusammen, konnten mit ihrem Comeback-Album Black Moon jedoch nicht an die früheren Erfolge anknüpfen. Auf der großen Welttournee des Jahres 1993 kam es zu einem weiteren Rückschlag für die Band. Schlagzeuger Carl Palmer litt unter einer chronischen Sehnenscheidenentzündung (Karpaltunnelsyndrom), Keyboarder Keith Emerson erkrankte an Verletzungen infolge wiederholter Belastungen (Repetitive-Strain-Injury-Syndrom), die zum Gefühlsverlust in der rechten Hand führten. Er konnte mit dieser Erkrankung nicht mehr spielen. Die Tour wurde kurz vor ihrem Ende abgebrochen, Emerson wurde operiert. Gänzlich ließ sich seine Spielfähigkeit jedoch nicht mehr wiederherstellen.
Für das letzte reguläre ELP-Album In the Hot Seat (1994) wurden deshalb Studiomusiker engagiert, um Emerson auszuhelfen. 1996 ging die Band noch einmal durch die USA, Kanada und Europa auf Tournee, die diesmal in einem wesentlich kleineren Rahmen als in den 1970ern stattfand. Unterschiedliche Meinungen über ein neues Album führten zu erneuten Unstimmigkeiten der drei Musiker. Ein wesentlicher Konfliktpunkt war zudem, dass Greg Lake es abgelehnt hatte, seine angeschlagene Stimme mit einem professionellen Gesangslehrer zu trainieren. 1998 lösten sich Emerson, Lake & Palmer dann nach ihrem letzten Konzert in San Diego offiziell und endgültig auf.

### Letzter Auftritt und Alternative Album Mixes von Steven Wilson
ELP spielten am 25. Juli 2010 als Headliner des High Voltage Festival, eines neuen Klassikrock-Events in London. Ein Live-Mitschnitt des Konzerts wurde 2011 als CD, DVD und Blu-ray-Disc veröffentlicht.
Im Sommer 2012 erschienen die beiden ersten Alben von ELP in einem Alternative Album Mix von Steven Wilson, der bereits zuvor auch Hand an die Alben von King Crimson legen durfte. Seine Neumischung orientiert sich im Wesentlichen an den originalen Abmischungen, Wilson hat aber auch Alternativ-Versionen der bekannten ELP-Tracks sowie Songs zusammengestellt, die zwar während der jeweiligen Studiosessions aufgenommen wurden, später aber nicht auf den Originalalben enthalten waren.

## Nach der Auflösung
Greg Lake trat danach solo auf, so unter anderem 2002 in den USA zusammen mit Ringo Starr in dessen All Starr Band. Emerson und Lake waren im April 2010 zusammen auf USA-Tournee. Lake starb im Dezember 2016 an Krebs.
Keith Emerson gelang mit intensiven Reha-Übungen die Wiederherstellung der Spielfähigkeit seiner rechten Hand. 1998 ging er mit dem Bassisten und Sänger Glenn Hughes (Deep Purple) und dem Gitarristen Marc Bonilla auf Tournee; ein Album dieser Besetzung kam allerdings nicht zustande. Ab 2003 trat er wieder live auf – unter anderem mit seiner Ex-Band The Nice – und spielte dabei alte ELP-Werke, allerdings ohne Gesangsteile. Regelmäßig nahm er bei Moog-Synthesizer-Veranstaltungen als Gast teil und spielte dort kleinere Teile und Ausschnitte aus dem ELP-Gesamtwerk. Anfang 2008 gründete er eine neue Musikformation, die Keith Emerson Band, die im August 2008 mit Keith Emerson Band feat. Marc Bonilla ein Progressive-Rock-Album veröffentlichte, das die kompositorischen und instrumentalen Eigenheiten von The Nice und ELP stilistisch und klangtechnisch weiterentwickelte. Emerson starb im März 2016 in Santa Monica durch Suizid.
Carl Palmer reformierte im Mai 2008 seine Carl Palmer Band.

## Eine Band, viele Musikstile
Wesentliches Element der Musik von Emerson, Lake & Palmer ist die Verwendung und Vermischung unterschiedlichster Musikstile. Das kann vom kurzen, eingestreuten Stilzitat bis zur Bearbeitung ganzer Werke in anderem stilistischen Umfeld und neuer Instrumentierung reichen. Im Bereich der klassischen Musik werden Werke der Barockmusik (hauptsächlich von Johann Sebastian Bach), der Klassik und Romantik (Modest Mussorgski, Tschaikowski) bis zu Werken der klassischen Moderne (Leoš Janáček, Béla Bartók, Aaron Copland, Alberto Ginastera) verwendet. Dazu treten Elemente des Jazz, bevorzugt im Stile des Swing, Ragtime und Boogie-Woogies, des Blues sowie die typischen Elemente der Rockmusik.
Diese musikalische Arbeitsweise war auch einer der Hauptpunkte, die Hörer und Kritiker in verschiedene Lager spaltete. Wo die Einen ernstzunehmende, zeitgenössische Interpretationen älterer Werke sahen, die den begrenzten Rahmen der Rockmusik erweiterten, empfanden die Anderen dieses Vorgehen als wahlloses Kokettieren mit musikalischen Versatzstücken. Eine ernsthafte Interaktion bzw. Verschmelzung der Musikstile vermochten sie nicht zu erkennen. Hörern eher traditioneller Rockmusik war das Experimentieren mit Elementen außerhalb des Rocks ohnehin suspekt.

### Rockmusik
Trotz der Einbeziehung von Klassik und Jazz ist in der Mehrzahl der Songs der Rockbezug klar spürbar. Titel wie Knife Edge, A Time and a Place, The Barbarian, Living Sin und andere beruhen zum großen Teil auf Powerchords im Stile des frühen Hard Rock (Deep Purple, Led Zeppelin u. a.). Da der Band ein „hauptamtlicher“ Gitarrist fehlt und Greg Lake selbst im Studio relativ selten zur E-Gitarre greift (Ausnahmen sind das Solo aus Battlefield sowie die Riffs aus Karn Evil 9), übernehmen die Hammondorgel bzw. dem E-Gitarrensound nachempfundene Synthesizerklänge diese Aufgabe. Der Rockgestus wird bei solchen Songs zusätzlich hervorgehoben, indem Greg Lake hier deutlich Bluesrock-betonter und härter singt.
Der Titel Black Moon wird durch ein prägnantes Bass-Riff und wuchtiges Schlagzeugspiel zu einer harten, schleppenden Rocknummer. Andere Titel (Are you Ready Eddy?, Nutrocker, L. A. Nights) verweisen mit ihrem an Jerry Lee Lewis erinnernden Klavier-Stil historisierend auf den Rock ’n’ Roll der 1950er Jahre. Die Rock- und Akustik-Balladen der Band (Battlefield, Heart on Ice, Lucky Man, Still…You Turn Me On) bewegen sich stilistisch im üblichen Rahmen der Rockmusik. Und selbst wenn klassische Werke als Vorlage dienen, bleibt durch Emersons aggressive Spielweise und Palmers treibendes Schlagzeugspiel sowie das Instrumentarium der Bezug zur Rockmusik meistens gewahrt. ELP haben auch einige fremde Rocksongs, wie 1994 Bob Dylans Man in the Long Black Coat oder den Byrds-Titel Eight Miles High interpretiert.

### Von Bach bis Bartók
Der Umgang der Band mit klassischer Musik lässt sich wie folgt gruppieren:

Blues und Invention aus dem ELP-Lied Take a pebble

1. Die Verwendung von Werkzitaten, die in andere Titel eingebaut werden, als Intro eines Songs dienen oder seine verschiedenen Teile miteinander verbinden. Die Länge der eingefügten Elemente kann von wenigen Takten bis zu ganzen Abschnitten eines Werkes reichen. So beginnt zum Beispiel der Song The Only Way (Hymn) mit der auf der Kirchenorgel vorgetragenen Toccata für Orgel F-Dur BWV 540 von J. S. Bach. Nach der von Greg Lake gesungenen Hymne leiten die im Stil des Jacques-Loussier-Trios (Play Bach) gespielten ersten 6 Takte aus dem Präludium Nr. 6 d-Moll BWV 851 aus Bachs Wohltemperierten Klavier über zum zweiten Gesangsteil mit einer ausgiebigen Klaviertrio-Improvisation. Die Einleitung zu Love at First Sight wird aus Frédéric Chopins Etüde Nr. 1 in C-Dur Op. 10 gebildet. Im Titel Take a Pebble sind im zweiten Teil, einer Klaviertrio-Improvisation, die Anfangstakte aus J. S. Bachs Invention Nr. 1 in C-Dur BWV 772, eingestreut, nach der die Improvisation fortgesetzt wird.
Nach einem wiederholten typischen Blues-Lick und einer ebenfalls wiederholten chromatischen 16-tel Figur führen diatonisch aufsteigende Viertel zum nach F-Dur transponierten Motiv der Invention. Die Begleitung in der linken Hand behält währenddessen die gleiche Figur bei. Das Keyboard-Solo am Ende von One by One beruht auf einem Zitat aus dem 3. Satz des Klavierkonzertes Nr. 3 von Béla Bartók. Im langsamen Teil von Karn Evil 9 – 2nd impression sind einige Takte aus Franz Liszts Mephisto-Walzer Nr. 1 verarbeitet.
Auf Pictures at an Exhibition singt Greg Lake eine nur von der Akustikgitarre begleitete Ballade, die auf Solveigs Lied, dem 4. Satz aus Edvard Griegs Peer-Gynt Suite Nr. 2 Op. 55, fußt. Wiederum ein Zitat von J. S. Bach, die Allemande aus der Französischen Suite Nr. 1 BWV 812, enthält der Titel Knife Edge. Für I Believe in Father Christmas (1977 auf Works, Vol. 2 und 1995 auf der gleichnamigen EP veröffentlicht) verwenden ELP Auszüge von Sergei Prokofjews Lieutenant Kije Suite.
2. Die explizite Bearbeitung ganzer Werke, einzelner Sätze eines Werkes oder ganzer Werkzyklen (Bilder einer Ausstellung), die dann auch im Songtitel angegeben ist: Die Bandbreite der Bearbeitungen reicht von Uminstrumentierungen, welche den Notentext kaum verändern, über improvisatorische Einschübe und Verfremdungseffekte, bis zur vollständigen Verwandlung des Werkes. Dadurch werden oft neue, überraschende musikalische Aspekte des Originals hörbar. Auf dem Album Works 1 spielt Carl Palmer eine zwar eng ans Original angelehnte Version von J. S. Bachs Invention Nr. 4 in d-moll BWV 775 auf dem von Streichern begleiteten Vibraphon, jedoch im Tempo deutlich langsamer gehalten als auf gängigen Klavieraufnahmen, gleichsam „in Zeitlupe“, wodurch ein Verfremdungseffekt erreicht wird.
Im Song The Barbarian wird das selbst im Original schon recht perkussive Klavierstück Allegro barbaro von Béla Bartók im ersten Teil in einen brachial wirkenden Hardrock-Kontext gestellt. Dem steht der filigran gehaltene Mittelteil gegenüber, in dem die Musiker sich „zurücknehmen“. Carl Palmer verwendet zum Beispiel den in der Rockmusik selten verwendeten Jazzbesen. Der Titel Toccata stellt eine Bearbeitung des 4. Satzes des Klavierkonzerts Nr. 1 Op. 28 von Alberto Ginastera dar. Dabei werden nicht, was naheliegend wäre, die Tasteninstrumente in den Vordergrund gerückt, sondern die Bearbeitung baut sich primär um ein Schlagzeug- und Paukensolo auf, angereichert durch zahlreiche elektronische Klänge. Die Band erzielt damit eine düstere, bizarre Stimmung, die sogar Ginastera zu beeindrucken vermochte.
Eine gute Beobachtung des Unterschiedes zwischen relativ nahe am Original verbleibenden Uminstrumentierungen gegenüber Bearbeitungen, die das Original kaum noch erkennen lassen, ermöglicht die Bearbeitung von Mussorgskys Zyklus Bilder einer Ausstellung. Der Titel Promenade ist eng an den Notentext gehalten und lediglich auf das Instrumentarium der Band (Orgel, Bass, Schlagzeug) übertragen. Ebenfalls das nachfolgende Gnomus, obwohl hier schon einige „Jazz-Läufe“ eingebaut sind. Im Titel The Old Castle hingegen ist von der unheimlichen Stimmung des Originals nichts mehr zu spüren. ( Hörbeispiel Mussorgsky) Mussorgskys ursprüngliches Motiv verwandelt sich in einen treibenden Blues-Rock. Gegenüber dem Original fallen der chromatische 16-tel Aufstieg vom G zum C (Takt 1), das Spiel in Triolen (Takt 2 und 3), sowie die punktierte Terzfigur (Takt 4) auf. Einer typischen absteigenden Blues-Figur in Triolen folgt eine unpunktierte 16-tel Figur.
|  |  |

Weitere von der Band adaptierte klassische Werke sind Canario (4. Satz aus Joaquín Rodrigos Fantasia para un Gentilhombre), Knife Edge (1. und 5. Satz aus Leoš Janáčeks Sinfonietta), Fanfare for the Common Man (aus Aaron Coplands gleichnamigem Werk), Hoedown (4. Satz aus Coplands Four Dance Episodes From Rodeo), Mars, the Bringer of War (1. Satz aus Gustav Holsts Werk Die Planeten Op. 32), Romeo and Juliet (nach dem gleichnamigen Ballett Op. 64 von Sergei Prokofjew), The Enemy God Dances With the Black Spirits (nach dem 2. Satz der Skythischen Suite Op. 20 von Prokofjew) sowie Nutrocker (Marsch aus der Ballett-Suite op. 71a Der Nussknacker von Tschaikowski).

Intro, Präludium und Fuge aus Endless Enigma

3. Eigenkompositionen, welche klassische Groß- oder Kleinformen, Konstruktionsprinzipien oder Stilmerkmale verwenden: In seinem Klavierkonzert Nr. 1 greift Emerson die Großform des Solokonzerts (Sonatenhauptsatzform) auf. Einflüsse aus den Errungenschaften des Orchesters und Klaviersatzes der letzten 200 Jahre, von der Spätromantik über Debussy, Rachmaninow, Hindemith, Strawinsky, Gershwin bis hin zum Ragtime und Jazz fließen darin zusammen. In das mit 10 Minuten etwas länger gehaltene The Endless Enigma (siehe Noten und  Hörbeispiel von Endless Enigma) ist eine vom Klavier vorgetragene dreistimmige Fuge eingebettet. Vom Anfangsteil mit Rockband-Besetzung führt eine Klavierüberleitung (1. Teil des Hörbeispiels) zu einem „Präludium“ (2. Teil des Hörbeispieles), welches bereits das Thema der darauf folgenden Fuge andeutet.
Die vom Intervall der Quarte dominierte, in punktiertem Rhythmus gespielte Fuge (3. Teil des Hörbeispieles) ist nicht ganz „streng“ gearbeitet (die Bezeichnung Fugato wäre treffender). Der erste Comes weicht im dritten Takt vom Dux ab. Der zweite Comes sogar noch früher. Im weiteren Verlauf des Stückes treten die Themen nicht mehr auf. Im Titel Abaddons Bolero wird Ravels Methode, ein annähernd unverändert gehaltenes Thema ständig zu wiederholen, in anderen Stimmen erscheinen zu lassen, umzuinstrumentieren und im Verlauf des Stücks kontinuierlich bis zum Höhepunkt zu steigern, aufgegriffen. Ohne klassische Vorbilder nicht vorzustellen ist schließlich das dreiteilige The Three Fates, bei dem der erste und zweite Teil eine ausgiebige Kirchenorgel- bzw. Klavierimprovisation ist.

### Jazz, Blues, Ragtime und mehr

Klaviersolo aus Step aside mit Akkordsymbolen

Der Einfluss des Jazz in vielen Titeln der Band ist durch die Verwendung von Jazzharmonik und Jazzrhythmik sowie die entsprechende Melodiegebung (Jazzimprovisation) gegeben. So ist der Song Step aside (siehe Noten und ) auf einer in der Rockmusik eher selten anzutreffenden Akkordfolge mit vielen erweiterten Akkorden aufgebaut. E mi 7 – E/b (Basston) – Eb mi 7 – Db# mi 7 – Db 6 (sus) – H maj /13 – F# add 9 – A maj /13 – F# add 6 – F# maj – A maj /13 – E add b9 – F# – Db maj #9. Im Mittelteil erscheint ein Klaviersolo in durchlaufenden 32-tel-Werten, welches aus der Zeit des Bebop stammen könnte. Häufig wendet die Band ungerade Taktarten, wie den durch Dave Brubeck im Jazz populär gewordenen 5/4-Takt, an. Die Taktart wechselt dabei oft zusätzlich im Verlauf des Stücks, wie etwa bei Infinite Space oder in Eruption aus Tarkus, wo der 5/4-Takt zuerst in einen 3/4-Takt, dann in 4/4, und schließlich wieder in den 5/4-Takt des Beginns zurückfällt. Die jazzbetonte Spielweise des Schlagzeugs betont, wie im Titel Tank (der teilweise fast ein Schlagzeugsolo darstellt), das Ganze zusätzlich. Stilistisch greift die Gruppe oft auf die Form des klassischen Klaviertrios des Jazz zurück. Beispiele dafür sind die Titel Karn Evil 9 – 2nd impression, Take a Pebble oder das bereits erwähnte Step Aside.

## Diskografie
Studioalben

| Jahr | Titel                  | Höchstplatzierung, Gesamtwochen, AuszeichnungChartplatzierungen (Jahr, Titel, Platzierungen, Wochen, Auszeichnungen, Anmerkungen) | Höchstplatzierung, Gesamtwochen, AuszeichnungChartplatzierungen (Jahr, Titel, Platzierungen, Wochen, Auszeichnungen, Anmerkungen) | Höchstplatzierung, Gesamtwochen, AuszeichnungChartplatzierungen (Jahr, Titel, Platzierungen, Wochen, Auszeichnungen, Anmerkungen) | Höchstplatzierung, Gesamtwochen, AuszeichnungChartplatzierungen (Jahr, Titel, Platzierungen, Wochen, Auszeichnungen, Anmerkungen) | Höchstplatzierung, Gesamtwochen, AuszeichnungChartplatzierungen (Jahr, Titel, Platzierungen, Wochen, Auszeichnungen, Anmerkungen) | Anmerkungen                                                     |
| Jahr | Titel                  | DE | AT | CH | UK | US | Anmerkungen                                                     |
| ---- | ---------------------- | --- | --- | --- | --- | --- | --------------------------------------------------------------- |
| 1970 | Emerson, Lake & Palmer | DE7 (32 Wo.)DE | — | — | UK4 (28 Wo.)UK | US18 Gold · (42 Wo.)US | Erstveröffentlichung: 20. November 1970                         |
| 1971 | Tarkus                 | DE4 (28 Wo.)DE | — | — | UK1 (18 Wo.)UK | US9 Gold · (26 Wo.)US | Erstveröffentlichung: 14. Juni 1971                             |
| 1972 | Trilogy                | DE6 (24 Wo.)DE | — | — | UK2 (29 Wo.)UK | US5 Gold · (37 Wo.)US | Erstveröffentlichung: 6. Juli 1972                              |
| 1973 | Brain Salad Surgery    | DE18 (24 Wo.)DE | AT5 (8 Wo.)AT | — | UK2 Gold · (18 Wo.)UK | US11 Gold · (47 Wo.)US | Erstveröffentlichung: 19. November 1973                         |
| 1977 | Works Volume I         | DE10 (14 Wo.)DE | AT11 (8 Wo.)AT | — | UK9 Gold · (25 Wo.)UK | US12 Gold · (26 Wo.)US | Erstveröffentlichung: 17. März 1973                             |
| 1977 | Works Volume II        | DE10 (14 Wo.)DE | AT11 (8 Wo.)AT | — | UK9 (25 Wo.)UK | US37 Gold · (14 Wo.)US | Erstveröffentlichung: 10. November 1973                         |
| 1978 | Love Beach             | — | — | — | UK48 Silber · (4 Wo.)UK | US55 Gold · (9 Wo.)US | Erstveröffentlichung: 18. November 1978                         |
| 1992 | Black Moon             | DE45 (10 Wo.)DE | — | CH23 (1 Wo.)CH | — | US78 (4 Wo.)US | Erstveröffentlichung: Mai 1992                                  |
| 1994 | In the Hot Seat        | — | — | — | — | — | Erstveröffentlichung: 27. September 1994 Letztes Album der Band |

grau schraffiert: keine Chartdaten aus diesem Jahr verfügbar
Tribute-Alben
- 1998: WORKS III – ReWorks (JGCDD5 – independently produced)
- 1999: Encores, Legends & Paradox – A Tribute to the Music of ELP (magna carta MA-9026-2)
- 1999: Fanfare for the Pirates – A Tribute to ELP (3 CDs – MELLOW MMP 343 ABC)
- 1999: Gerard & Ars Nova – Keyboard Triangle (AVALON MICA-2004): Toccata, Tarkus
- 2006: Noddy’s Puncture – Thank You Masked Man (NPCD02 – independently produced): America, Tarkus/Knife Edge, Fanfare/Pictures, Rondo
- 2010: Tokyo Philharmonic Orchestra – Tarkus (DENON COCQ-84832): Tarkus